# Tercias reales

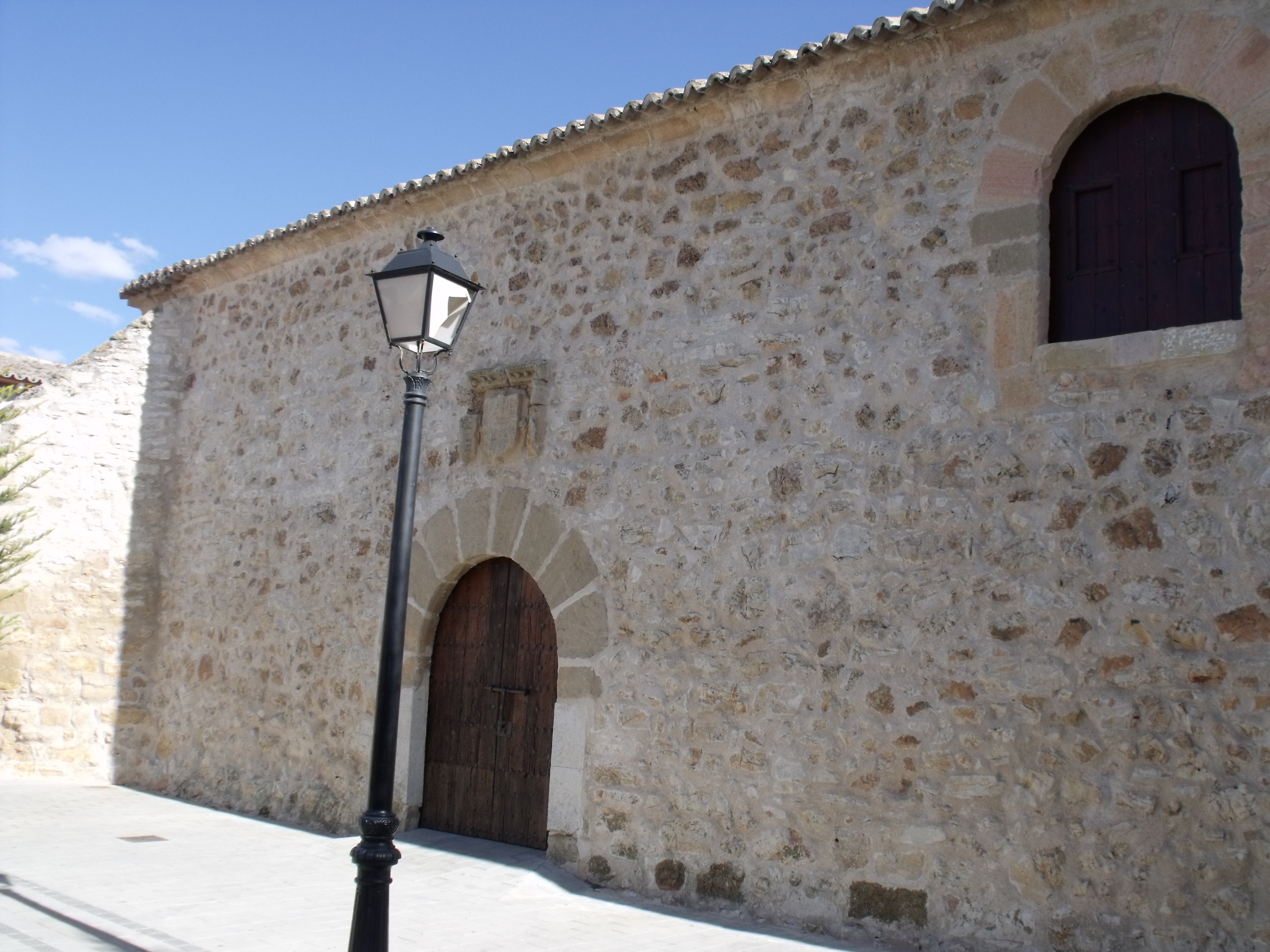
Edificio de la Tercia Real de Mota del Cuervo.

Las tercias reales o tercias decimales eran un ingreso concedido por la Iglesia a la Corona de Castilla y más tarde a la Monarquía Hispánica consistente en dos novenos de los diezmos eclesiásticos recaudados por la misma. Con el tiempo se llegó a convertir en un ingreso habitual de la Corona. 
En el siglo X comienza a extenderse en Castilla y León el dotar a las iglesias de aquellos lugares que se están repoblando con el derecho de percibir diezmos de los frutos. Lo que comenzó como una magnanimidad de los monarcas se fue generalizando, tras el Cuarto Concilio de Letrán, con Inocencio III y reconocido en España como ley a partir de 1213.
Las prestaciones decimales facilitaron al clero una saneada fuente de ingresos que le enriqueció, mientras la Hacienda Real contrastaba por su penuria y falta de recursos. Ello incitó a los monarcas a recurrir a los pontífices la gracia de participar en los productos del diezmo. Probablemente en 1219, Honorio III concedió a Fernando III de Castilla y de León el derecho de las Tercias Reales, con un carácter temporal y extraordinario. Con motivo de la conquista de Granada, Alejandro VI concedió las dos novenas partes de los ingresos por diezmos o Tercias Reales, con carácter definitivo, a los Reyes Católicos y sus sucesores.
Durante siglos, el producto de las tercias fue de gran importancia en la Hacienda Pública, pero las continuas deudas de la Corona, que obligaron a los reyes a la venta de cargos y títulos, les decidió también a la enajenación del producto de las tercias. Por esta circunstancia, su importancia global en los ingresos de la Corona fue disminuyendo paulatinamente, aunque a finales del siglo XVIII su valor era muy considerable: 15 millones de reales.
Se conservan diversos edificios utilizados en su recaudación, como el existente en Villamayor de Santiago en la provincia de Cuenca, cuya plaza viene a recibir el nombre de "La Tercia", y también en Campo de Criptana, en la provincia de Ciudad Real.

## Ejemplo de Baena
En el caso concreto de Baena, las tercias fueron igualmente enajenadas por la Corona a favor de Duque de Sessa, y sus rentas pasaron directamente a la administración del Duque. Durante el periodo de la Guerra de la Independencia, y aunque los derechos de señorío estaban abolidos y sus bienes embargados, por derechos de Tercia de Baena, Alcoba y Arroyuelos percibía la Hacienda ducal por quinquenio:
2.245 fanegas de pan terciado, cuyo valor ascendía a 33.648 reales, que junto con los 11.073 que importaban el vino menudo y el aceite, hacía un total de 44.747 reales y esto sin olvidar que eran años calamitosos. 
Todo lo expuesto, demuestra la necesidad que se hizo notar en Baena, de proporcionar un inmueble adecuado donde almacenar todo lo que se pagaba en concepto de diezmos y tercias. Las riquezas acumuladas por la Iglesia y el pago de los diezmos en especie, hicieron necesaria la construcción de edificios adecuados que sirviesen para estos fines.